# Geologia della Namibia

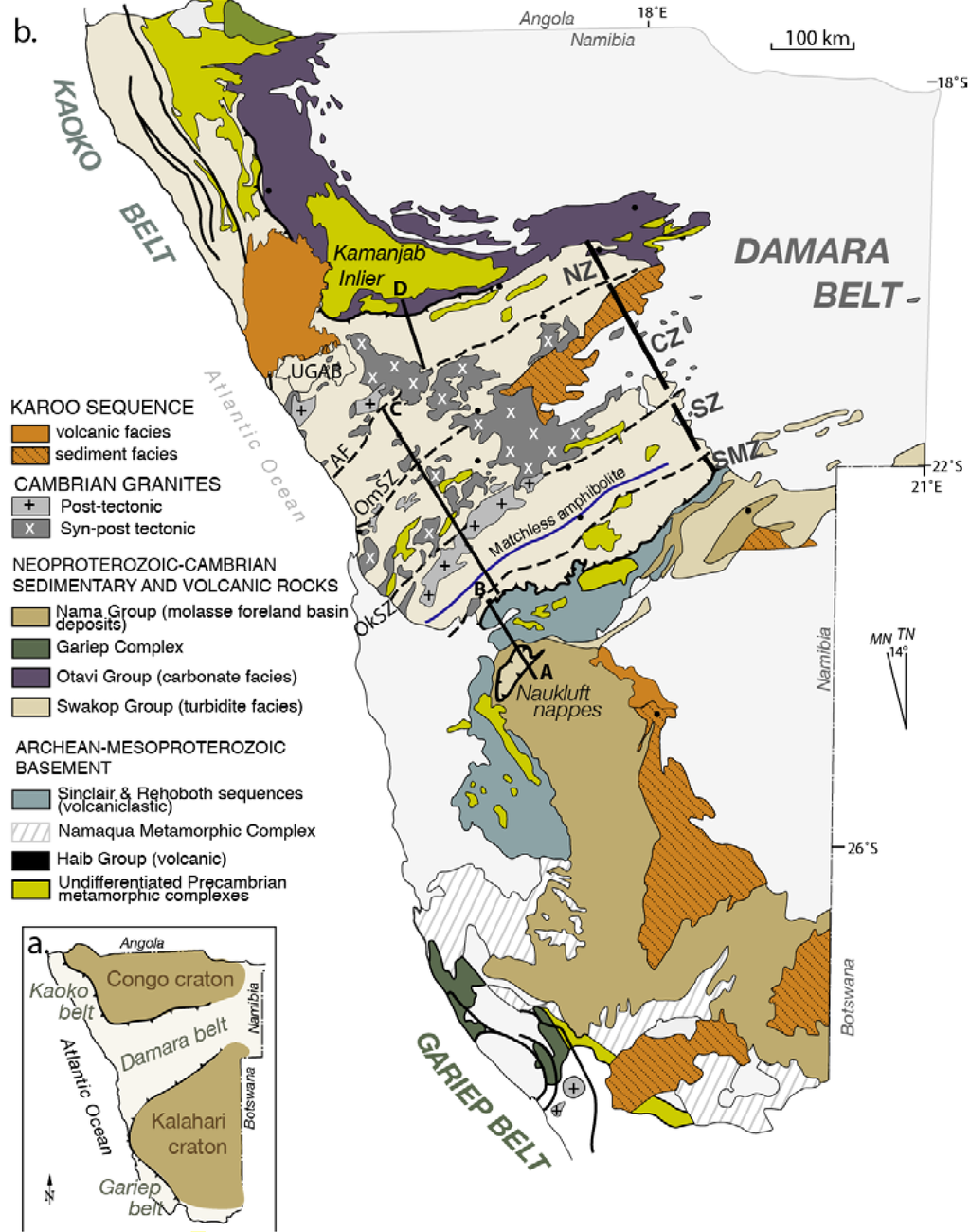
Mappa geologica della Namibia.

Dal punto di vista della geologia, il territorio namibiano è caratterizzato sia da rocce molto antiche, la cui età copre più di 2600 milioni di anni della storia della terra, che da sedimenti più recenti.
Quasi metà della superficie dello stato è caratterizzata da affioramenti del substrato roccioso, mentre la rimanente è ricoperta dai depositi superficiali più recenti, la gran parte dei quali si osserva in corrispondenza dei deserti del Kalahari e del Namib.

## Cronologia
Nella porzione centrale e settentrionale del territorio si riscontrano interstrati costituiti da gneiss molto deformati, anfiboliti, metasedimenti e rocce intrusive associate, rappresentanti le più antiche rocce dell'era paleoproterozoica (circa 2200-1800 Ma) della Namibia: i complessi ignei del Kunene e Grootfontein nel nord, le rocce vulcaniche dell'Orange River Group e i graniti del Vioolsdrif Granite Suite a sud, così come le rocce vulcanosedimentarie del Khoabendus Group e della Rehoboth Sequence.
Il Mesoproterozoico (1800-1000 Ma) è invece rappresentato dal Namaqua Metamorphic Complex, che comprende gneiss granitici, metasedimenti ed intrusioni granitiche/metabasiche, e dai depositi vulcanosedimentari della Sinclair Sequence nella Namibia Centrale, con graniti associati (Gamsberg Suite).
I rami costale ed intracontinentale dell'orogenesi Damara del tardo Proterozoico (800-500 Ma) giacciono alla base di gran parte delle successioni della Namibia nordoccidentale e centrale, con piattaforme carbonatiche stabili a nord e una varietà di rocce metasedimentarie (con condizioni deposizionali variabili) più a sud. Lungo la costa sudoccidentale, la catena vulcano-sedimentaria Gariep è interpretata come l'estensione meridionale dell'orogene.
Durante le ultime fasi dell'orogenesi, si sono depositati i sedimenti clastici di mare basso del Nama Group, che ricoprono gran parte della Namibia centro-meridionale, derivanti dal sollevamento con conseguente erosione delle catene montuose.
Le rocce sedimentarie e vulcaniche di età Permiano-Giurassica appartenenti alla Karoo Sequence si riscontrano nei Bacini Aranos, Huab e Waterberg nelle aree sudorientali e nordoccidentali del paese. Queste rocce sono estensivamente intruse da sills e dicchi doleritici che, in associazione con vulcanismo prevalentemente basaltico (Etendeka Plateau) e numerose intrusioni subvulcaniche alcaline (Brandberg, Spitzkoppe, Erongo), segnano la rottura di Gondwana e la formazione dell'Oceano Atlantico Meridionale durante il Cretaceo.
L'ultimo e più recente capitolo della storia geologica della Namibia è rappresentato dai sedimenti (meno di 50 Ma) delle Sequenze del Kalahari e del Namib.

## Siti di interesse geologico
- Deserto del Namib
- Etosha Pan

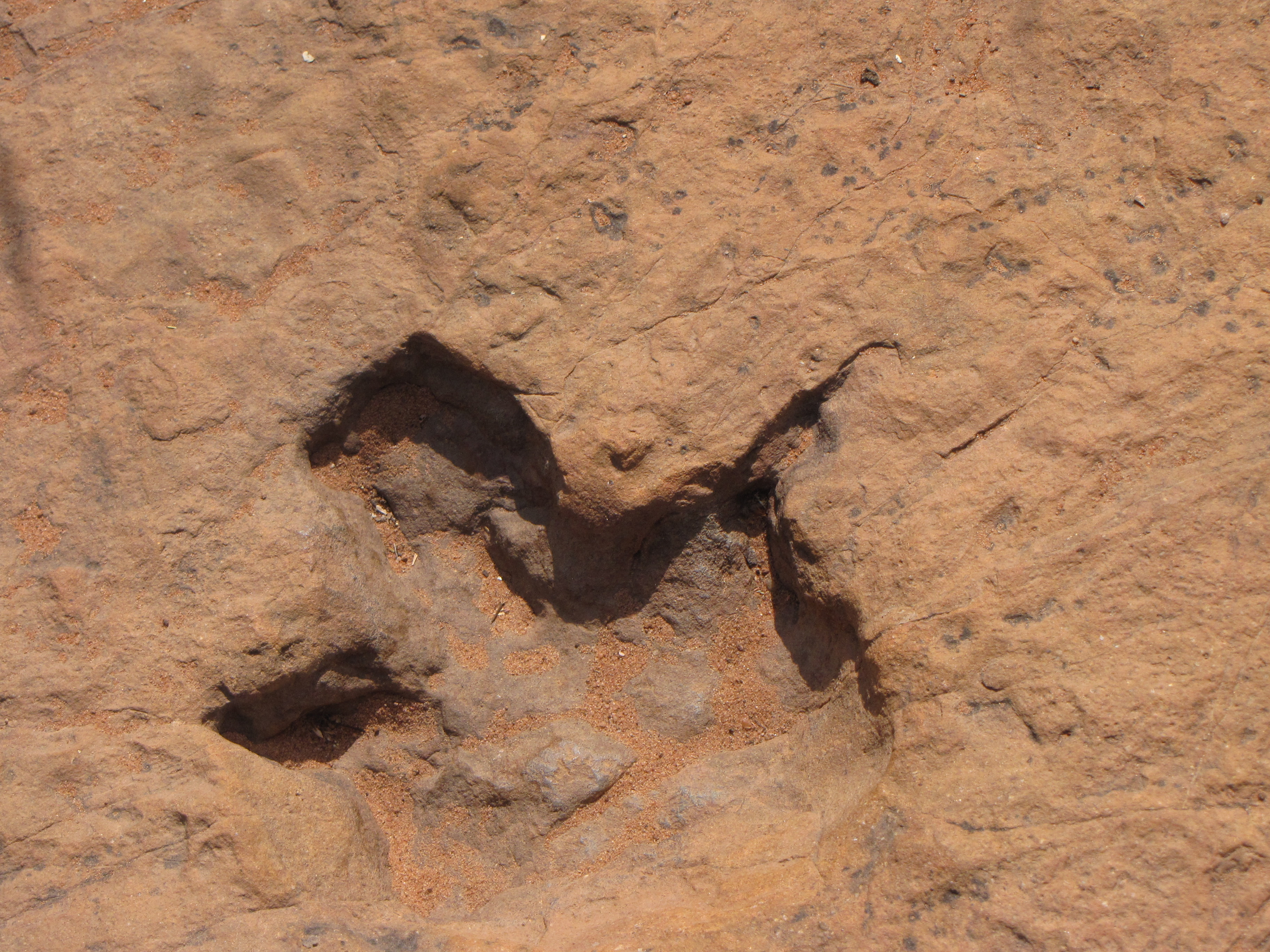
Impronte di dinosauro a Otjihaenamaparero.

- Impronte di dinosauro a Otjihaenamaparero
- Vingerklip
- Foresta pietrificata di Khorixas
- Twyfelfontein
- Valle delle Canne d'Organo
- Massiccio Brandberg (Montagna bruciata)
- Meteorite di Hoba